# 룩셈부르크 위기

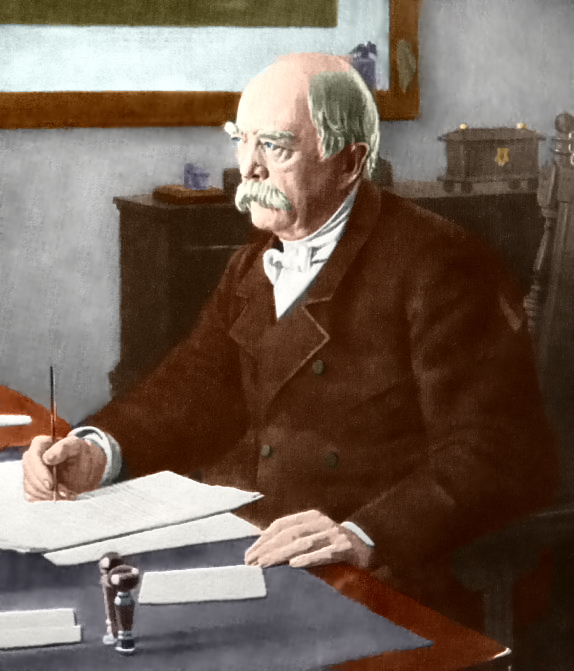
오토 폰 비스마르크, 프로이센 총리는 나폴레옹 3세 프랑스 황제의 비협조적인 답변을 격려했다.

룩셈부르크 위기(독일어: Luxemburgkrise, 프랑스어: Crise luxembourgeoise)는 1867년에 프랑스와 프로이센 간의 룩셈부르크의 정치적 지위에 대한 외교 분쟁이자 대립이었다.
이 대립은 양측 간의 전쟁으로 이어질 뻔했으나, 런던 조약에 의해 평화롭게 해결되었다.

## 배경

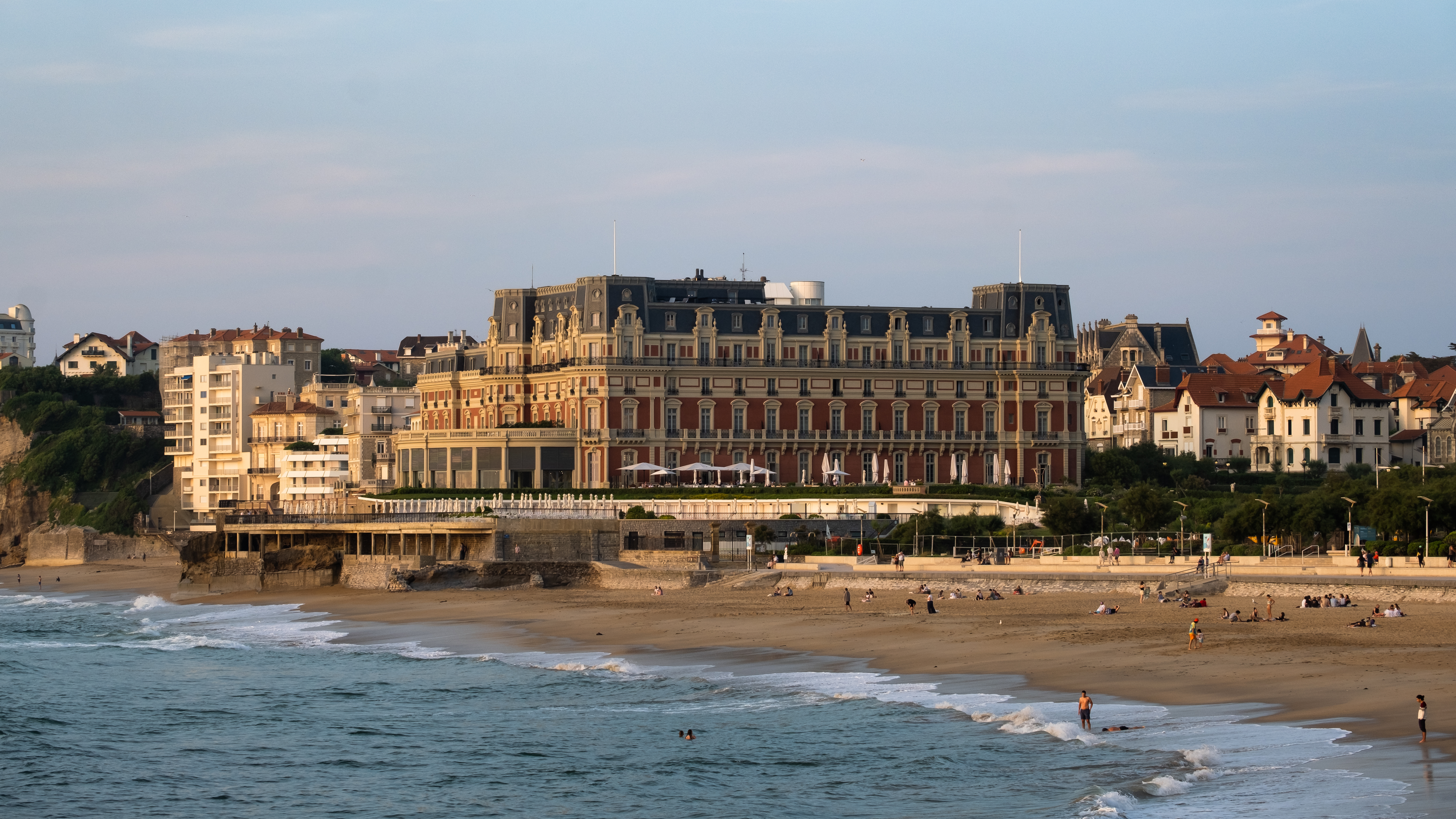
비아리츠의 빌라 외제니는 나폴레옹 3세와 비스마르크 간의 중요한 협상을 주최했다.

룩셈부르크시는 마셜 보방이 일부 설계하고 후대 공학자들이 개선하여 "북쪽의 지브롤터"라는 별명을 얻은 룩셈부르크 요새 등 세계에서 가장 인상적인 요새를 자랑했다. 1815년 빈 회의 이래로 룩셈부르크 대공국은 네덜란드 왕국과 동군연합을 이루고 있었다. 이웃한 프로이센에 대한 양보로 룩셈부르크는 독일 연방의 일원이 되었고, 수천 명의 프로이센 병사들이 그곳에 주둔했다. 1830년의 벨기에 혁명은 룩셈부르크를 두 부분으로 나누어(참고: 제3차 룩셈부르크 분할) 남은 영토에 대한 네덜란드의 통제를 위협했다. 그 결과, 빌럼 1세는 룩셈부르크를 독일의 관세 동맹, 즉 독일 관세동맹에 편입시켜 룩셈부르크 내의 프랑스와 벨기에의 문화적, 경제적 영향력을 희석시켰다.

## 프로이센-오스트리아 전쟁
1864년 제2차 슐레스비히 전쟁은 독일 내 민족주의적 긴장을 더욱 고조시켰고, 1865년 내내 프로이센이 독일 연방 내 오스트리아 제국의 지위에 도전하려 한다는 것이 분명해졌다. 양측 간의 세력 균형을 유지할 수 있었음에도 불구하고 나폴레옹 3세는 프랑스를 중립으로 유지했다. 그 역시 유럽 대부분의 국가와 마찬가지로 오스트리아의 승리를 예상했지만, 리소르지멘토 이후 이탈리아 왕국과의 관계를 위태롭게 할 수 있었으므로 오스트리아 편에 개입할 수 없었다.
그 결과, 1865년 10월 4일 비아리츠에서 나폴레옹 3세는 프로이센 총리에게 프랑스의 중립을 약속했는데, 이는 그러한 공개적인 의도 표명이 라인강 서안에 대한 프랑스의 협상 위치를 강화할 것이라고 기대했기 때문이었다. 비스마르크는 나폴레옹이 선호하는 지역이었던 라인란트에서 어떠한 영토도 제공하기를 거부했다. 그러나 그는 벨기에와 룩셈부르크에서 프랑스의 헤게모니를 제안했지만, 서면으로 약속한 것은 없었다.
1866년 오스트리아와 프로이센이 전쟁에 돌입했을 때(소위 7주 전쟁), 그 결과는 유럽에 충격적이었다. 프로이센은 오스트리아와 그 동맹국들을 신속히 격파하여 오스트리아를 협상 테이블로 끌어냈다. 나폴레옹 3세는 중재를 제안했고, 그 결과인 프라하 조약은 독일 연방을 해체하고 프로이센이 지배하는 북독일 연방을 수립했다.

## 프랑스의 제안

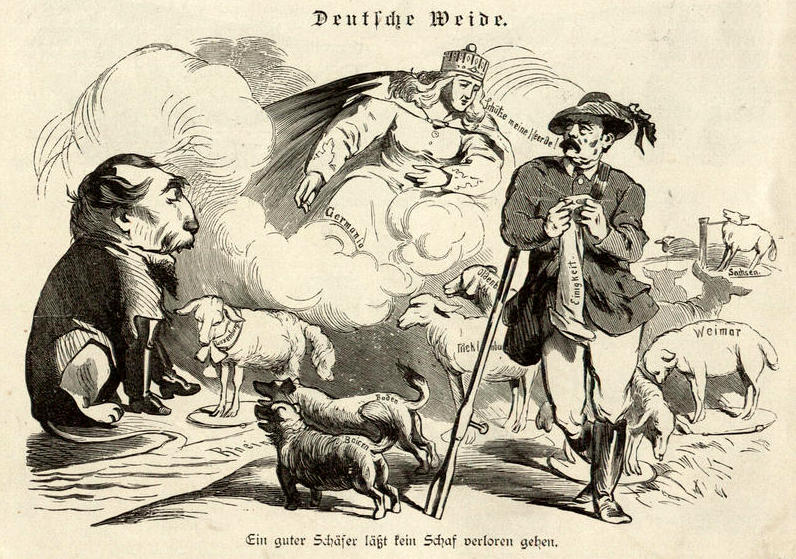
1867년 독일의 풍자화로, 독일 민족의 의인화인 게르마니아가 독일 국가들의 목동인 오토 폰 비스마르크에게 라인강 건너편에서 나폴레옹 3세 (늑대)에 의해 위협받는 룩셈부르크를 보호해달라고 요청하는 모습이다.

비스마르크가 합의 내용을 지킬 것이라고 가정하고, 프랑스 정부는 빌럼 3세 네덜란드 국왕에게 룩셈부르크에 대해 5,000,000 네덜란드 휠던을 제안했다. 심각한 재정난에 처해 있던 빌럼은 1867년 3월 23일 이 제안을 수락했다.
그러나 프랑스인들은 비스마르크가 이제 반대한다는 사실을 알고 충격을 받았다. 독일에서는 이 거래에 대한 대중의 반발이 있었고, 비스마르크는 북독일의 민족주의 신문들에 의해 압박을 받았다. 그는 비아리츠에서 나폴레옹에게 했던 약속을 파기하고 전쟁을 위협했다. 비스마르크는 북독일의 많은 부분을 프로이센 왕실 아래 통일했을 뿐만 아니라, 10월 10일 남부 주들과 비밀리에 협정을 체결했다.

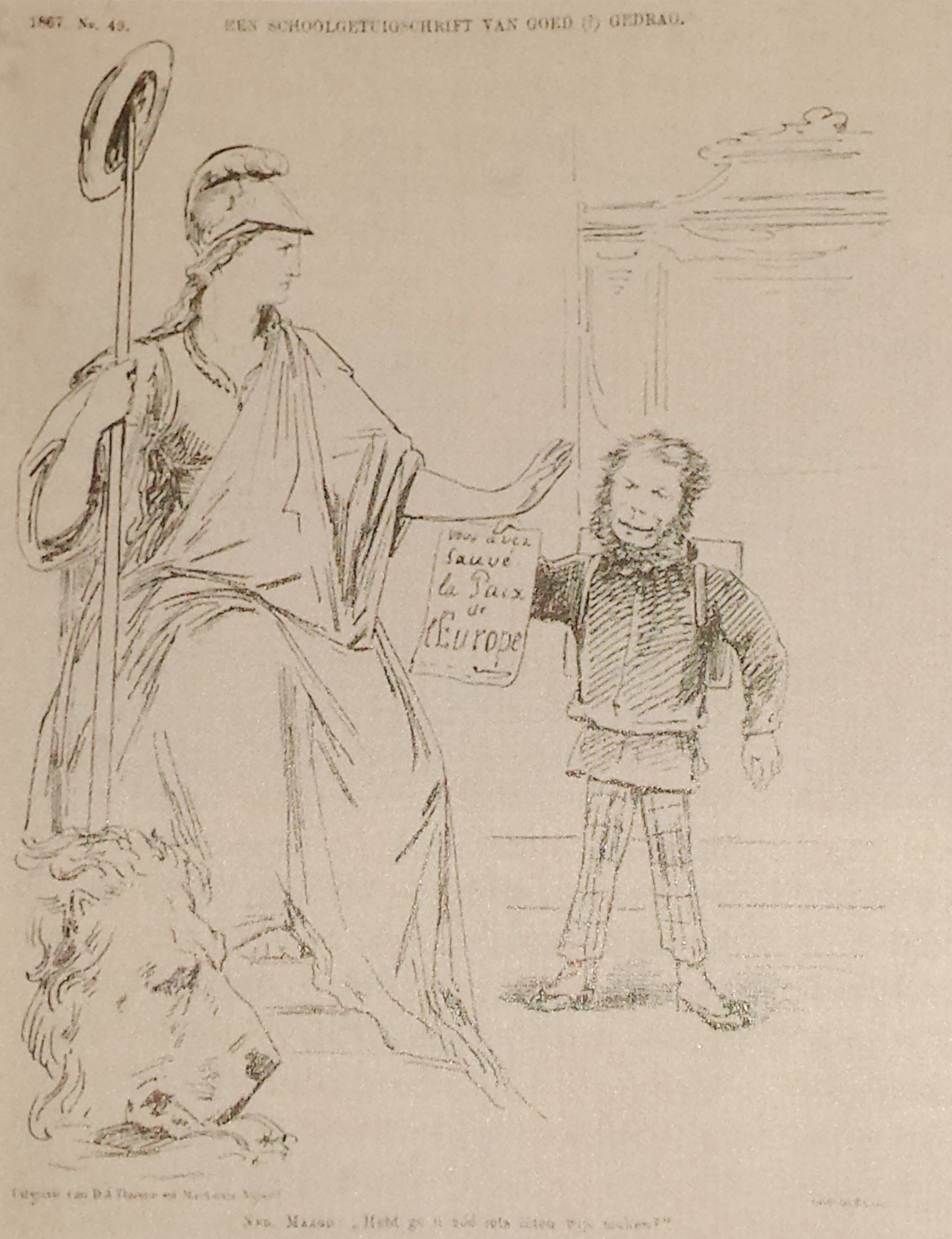
빌럼 3세의 개인적인 문제로 인해 네덜란드를 유럽 분쟁으로 끌어들인 네덜란드 정부를 조롱하는 만화

자국이 갈등에 휘말릴 수 있는 전쟁을 피하기 위해 다른 국가들은 서둘러 타협안을 제시했다. 오스트리아의 외무부 장관, 보이스트 백작은 룩셈부르크를 중립국인 벨기에로 넘겨주고, 그 대가로 프랑스는 벨기에 영토로 보상받을 것을 제안했다. 그러나 레오폴 2세는 자신의 영토를 내놓는 것을 거부하여 보이스트의 제안은 무산되었다.
독일 대중이 분노하고 교착 상태가 심화되자 나폴레옹 3세는 물러서려 했다. 그는 다른 강대국들에게 지나치게 팽창주의적으로 보이고 싶지 않았다. 따라서 그는 프로이센이 룩셈부르크 (도시)에서 병력을 철수할 것을 요구했으며, 이에 불응할 경우 전쟁을 위협했다. 이러한 운명을 피하기 위해 알렉산드르 2세는 런던에서 국제 회의를 소집했다. 영국 정부는 룩셈부르크가 어느 한 강대국에 흡수되면 대륙에서의 전략적 동맹국인 벨기에가 약화될 것을 우려했으므로, 영국은 회담을 주최하는 것을 기꺼이 받아들였다.

## 런던 회의
모든 강대국들은 전쟁을 막기 위한 협상 타결을 위해 런던으로 초청되었다. 룩셈부르크가 프랑스나 북독일 연방에 편입되는 것을 다른 어떤 강대국도 받아들이지 않을 것이 분명했으므로, 협상은 룩셈부르크의 중립 조건에 집중되었다. 그 결과는 비스마르크의 승리였다. 프로이센은 룩셈부르크 (도시)에서 병력을 철수해야 했지만, 룩셈부르크는 독일 관세동맹에 남아있게 되었다.
룩셈부르크 위기는 여론이 정부의 행동에 미칠 수 있는 영향력을 보여주었다. 또한 프랑스와 프로이센 간의 커져가는 대립을 보여주었으며, 1870년에 발발할 프로이센-프랑스 전쟁의 전조가 되었다.
룩셈부르크에게 이는 완전한 독립을 향한 중요한 단계였다. 비록 1890년까지 네덜란드와 동군연합으로 남아있었지만 말이다. 룩셈부르크는 스스로 발전할 기회를 얻었고, 이는 이 나라 남부에서 철강 산업의 부상으로 이어졌다.
네덜란드에서는 의회에서 국왕과 정부, 특히 쥘 반 죄일런 반 니제벨트 외무장관에 대한 비판이 있었다. 자유주의자들은 국왕과 내각의 행동이 네덜란드의 중립을 위태롭게 하고 거의 유럽 전쟁으로 나라를 끌어들일 뻔했다고 보았다. 의회는 외무부 예산을 막았고, 격분한 국왕이 의회를 해산하자 새 의회는 이를 확인하고 정부의 해산을 요구했다. 국왕과 정부는 동의했고, 네덜란드 국가법에 불문 신임 규칙이 제정되었다. 즉, 장관이나 정부는 의회(다수)의 지지 없이는 통치할 수 없다는 것이다.

## 같이 보기
- 벨기에와 프로이센-프랑스 전쟁
- 긴 19세기의 벨기에
- 긴 19세기의 프랑스
- 평화와 자유 연맹

## 내용주
1. ↑  Trausch 1983, 53쪽.
2. ↑  Calmes 1989, 325–7쪽.
3. ↑  Fyffe 2022, ch. XXIII.
4. 1 2 3  Fyffe 2022, ch. XXIV.
5. ↑  Moose 1958, 264–5쪽.